# Paraneetroplus nebuliferus
Paraneetroplus nebuliferus är en fiskart som först beskrevs av Günther, 1860.  Paraneetroplus nebuliferus ingår i släktet Paraneetroplus och familjen Cichlidae. Inga underarter finns listade i Catalogue of Life.